# LeAnn Rimes
Margaret LeAnn Rimes (ur. 28 sierpnia 1982 w Jackson w stanie Missisipi) – amerykańska piosenkarka country, autorka tekstów, aktorka i pisarka.
Do 18 roku życia miała na koncie ponad 20 milionów sprzedanych płyt, a także szereg nagród, w tym m.in. dwie nagrody Grammy, cztery Billboardu oraz nagrody Country Music Association Horizon i CMA Best Country Singer. W swojej karierze występowała m.in. przed papieżem i angielską królową.

## Życiorys
Dorastała i wychowywała się w Garland w Teksasie. Od drugiego roku życia cierpi na łuszczycę.
W wieku siedmiu lat zadebiutowała w musicalu You Are My Sunshine wystawianym w Dallas. Rok później zaśpiewała dla kilkunastu tysięcy ludzi na otwarciu meczu futbolu amerykańskiego na tamtejszym stadionie. Gdy miała 11 lat, nagrała swój pierwszy album, zatytułowany All That, dla niezależnej wytwórni Nor Va Jak. Wtedy też poznała autora piosenek, Billa Macka, który pomógł jej w nagraniu debiutanckiego singla „Blue” z 1996. Piosenka została zauważona na muzycznym rynku country, dzięki czemu piosenkarka szybko zyskała fanów w USA. Singiel promował album o tym samym tytule, który został sprzedany w ponad 8 mln nakładzie.
W 1997 wydała album pt. You Light Up My Life: Inspirational Songs, z którym dotarła do trzeciego miejsca list przebojów z muzyką country, pop i chrześcijańską. Jej singiel "How Do I Live" stał się jednym z największych hitów w Stanach Zjednoczonych i w Wielkiej Brytanii, w obu krajach docierając na szczyt list przebojów. W 2001 wydała album pt. I Need You, a promujący go singiel "Can’t Fight the Moonlight" pozostaje największym przebojem w dorobku Rimes.
W 2002 wydała album pt. Twisted Angel, którego producentem był Desmond Child. W listopadzie 2003 zaprezentowała album kompilacyjny pt. Greatest Hits, na którym umieściła 16 swoich przebojów oraz premierową piosenkę „This Love”. Rok później wydała świąteczną płytę pt. What a Wonderful World. Od 2005 wydała albumy: This Woman (2005), Whatever We Wanna (2006) i Family (2007), Lady & Gentlemen (2011), Spitfire (2013), Dance Like You Don't Give A...Greatest Hits Remixes (2014) i Remnants (2016).
Ma za sobą również doświadczenia aktorskie. W 1997 wystąpiła w filmie Ostrzeżenie z zaświatów, do którego współtworzyła scenariusz. W 2000 zagrała niewielki epizod w filmie Wygrane marzenia, z którego pochodzi nagrany przez nią przebój "Can’t Fight The Moonlight". W 2008 wystąpiła w filmie Good Intentions jako Pam, a rok później wcieliła się w Meg (główna rola kobieca) w filmie Zorza polarna, powstałym na podstawie książki Nory Roberts.

## Dyskografia

### Albumy
| Rok  | Album                                     | Pozycje na listach | Pozycje na listach | Pozycje na listach | Pozycje na listach | Pozycje na listach | Pozycje na listach | Pozycje na listach | Sprzedaż światowa |
| Rok  | Album                                     | US                 | UK                 | AUS                | AUT                | SWI                | SWE                | NOR                | Sprzedaż światowa |
| ---- | ----------------------------------------- | ------------------ | ------------------ | ------------------ | ------------------ | ------------------ | ------------------ | ------------------ | ----------------- |
| 1993 | All That                                  | –                  | –                  | –                  | –                  | –                  | –                  | –                  | 50 000            |
| 1996 | Blue                                      | 3                  | –                  | 5                  | –                  | –                  | –                  | –                  | 8 000 000         |
| 1997 | Unchained Melody: The Early Years         | 1                  | –                  | 7                  | –                  | –                  | –                  | –                  | 2 000 000         |
| 1997 | You Light Up My Life: Inspirational Songs | 1                  | –                  | 21                 | –                  | –                  | –                  | –                  | 4 000 000         |
| 1998 | Sittin’ on Top of the World               | 3                  | 11                 | 42                 | 28                 | 34                 | –                  | –                  | 1 000 000         |
| 1999 | LeAnn Rimes                               | 8                  | –                  | –                  | –                  | –                  | –                  | –                  | 1 000 000         |
| 2001 | I Need You                                | 10                 | 7                  | 29                 | 11                 | 6                  | 5                  | 13                 | 1 000 000         |
| 2001 | God Bless America                         | 159                | –                  | –                  | –                  | –                  | –                  | –                  | 100 000           |
| 2002 | Twisted Angel                             | 12                 | 14                 | 21                 | 64                 | 18                 | 29                 | 22                 | 1 000 000         |
| 2003 | Greatest Hits                             | 24                 | –                  | 30                 | –                  | –                  | –                  | –                  | 590 000           |
| 2004 | The Best of LeAnn Rimes                   | –                  | 2                  | –                  | 11                 | 8                  | 3                  | –                  | 400 000           |
| 2004 | What a Wonderful World                    | 81                 | –                  | –                  | –                  | –                  | –                  | –                  | 200 000           |
| 2005 | This Woman                                | 3                  | –                  | 90                 | –                  | –                  | –                  | –                  | 2 500 000         |
| 2006 | Whatever We Wanna                         | –                  | 15                 | –                  | 61                 | 42                 | –                  | –                  | 600 000           |
| 2007 | Family                                    | 4                  | 31                 | –                  | –                  | 68                 | –                  | –                  | 500 000           |

### Single
| Rok  | Tytuł                                             | Pozycje na listach | Pozycje na listach | Pozycje na listach | Pozycje na listach | Album                                     |
| Rok  | Tytuł                                             | US                 | AUS                | UK                 | IRL                | Album                                     |
| ---- | ------------------------------------------------- | ------------------ | ------------------ | ------------------ | ------------------ | ----------------------------------------- |
| 1996 | "Blue"                                            | 10                 | 10                 | 23                 |                    | Blue                                      |
| 1996 | "Hurt Me"                                         | 43                 | 85                 |                    |                    | Blue                                      |
| 1996 | "One Way Ticket (Because I Can)"                  | 1                  | 75                 |                    |                    | Blue                                      |
| 1997 | "Unchained Melody"                                | 3                  |                    |                    |                    | Unchained Melody: The Early Years         |
| 1997 | "Put a Little Holiday in Your Heart"              | 51                 |                    |                    |                    | God Bless America                         |
| 1997 | "The Light in Your Eyes"                          | 5                  |                    |                    |                    | Blue                                      |
| 1997 | "How Do I Live"                                   | 34                 | 17                 |                    |                    | You Light Up My Life: Inspirational Songs |
| 1997 | "You Light Up My Life"                            | 34                 | 88                 |                    |                    | You Light Up My Life: Inspirational Songs |
| 1998 | "On the Side of Angels"                           | 4                  |                    |                    |                    | You Light Up My Life: Inspirational Songs |
| 1998 | "Commitment"                                      | 4                  | 59                 | 38                 |                    | Sittin’ on Top of the World               |
| 1998 | "Looking Through Your Eyes"                       | 4                  |                    | 38                 |                    | Sittin’ on Top of the World               |
| 1998 | "Nothing New Under the Moon"                      | 10                 |                    |                    |                    | Sittin’ on Top of the World               |
| 1999 | "Feels Like Home"                                 | 17                 |                    |                    |                    | Sittin’ on Top of the World               |
| 1999 | "These Arms of Mine"                              | 41                 |                    |                    |                    | Sittin’ on Top of the World               |
| 1999 | "Written in the Stars" (feat. Elton John)         | 2                  |                    | 10                 |                    | I Need You                                |
| 1999 | "Crazy"                                           |                    |                    | 36                 |                    | LeAnn Rimes                               |
| 2000 | "Big Deal"                                        | 6                  |                    |                    |                    |                                           |
| 2000 | "I Need You"                                      | 2                  |                    | 13                 | 19                 | I Need You                                |
| 2000 | "Can’t Fight the Moonlight"                       | 11                 | 1                  | 1                  | 1                  | I Need You                                |
| 2001 | "But I Do Love You"                               | 18                 |                    | 20                 |                    | I Need You                                |
| 2001 | "God Bless America"                               | 51                 |                    |                    |                    | God Bless America                         |
| 2002 | "Soon"                                            | 14                 |                    |                    |                    | I Need You                                |
| 2002 | "Life Goes On"                                    | 9                  | 7                  | 11                 | 27                 | Twisted Angel                             |
| 2003 | "Tic Toc"                                         |                    |                    | 10                 |                    | Twisted Angel                             |
| 2003 | "Suddenly"                                        | 43                 | 53                 | 47                 |                    | Twisted Angel                             |
| 2003 | "We Can"                                          | 16                 | 51                 | 27                 | 37                 | Greatest Hits                             |
| 2004 | "This Love"                                       | 37                 |                    | 54                 | 26                 | Greatest Hits                             |
| 2004 | "O Holy Night"                                    | 14                 |                    |                    |                    | What a Wonderful World                    |
| 2004 | "Last Thing on My Mind" (feat. Ronan Keating)     |                    |                    | 5                  | 10                 | Greatest Hits                             |
| 2004 | "Nothing About Love Makes Sense"                  | 5                  |                    |                    |                    | This Woman                                |
| 2005 | "Rockin’ Around the Christmas Tree"               | 3                  |                    |                    |                    | What a Wonderful World                    |
| 2005 | "Have Yourself a Merry Little Christmas"          | 60                 |                    |                    |                    | What a Wonderful World                    |
| 2005 | "A Different Kind of Christmas"                   | 50                 |                    |                    |                    | What a Wonderful World                    |
| 2005 | "Probably Wouldn’t Be This Way"                   | 3                  |                    |                    |                    | This Woman                                |
| 2006 | "Something Gotta Give"                            | 2                  |                    |                    |                    | This Woman                                |
| 2006 | "Some People"                                     | 34                 |                    |                    |                    | This Woman                                |
| 2006 | "And It Feels Like"                               |                    |                    | 22                 | 24                 | Whatever We Wanna                         |
| 2006 | "Everybody’s Someone" (feat. Brian McFadden)      |                    |                    | 48                 | 27                 | Whatever We Wanna                         |
| 2007 | "Strong"                                          |                    |                    |                    |                    | Whatever We Wanna                         |
| 2007 | "Nothing Better to Do"                            | 83                 |                    | 48                 |                    | Family                                    |
| 2007 | "Till We Ain’t Stranges Anymore" (feat. Bon Jovi) | 123                |                    |                    |                    | Family                                    |
| 2008 | "Good Friend and a Glass of Wine"                 |                    |                    |                    |                    | Family                                    |
| 2008 | "What I Cannot Change"                            |                    |                    |                    |                    | Family                                    |